# Батєве
48°21′43″ пн. ш. 22°23′24″ сх. д. / 48.36194° пн. ш. 22.39000° сх. д.
Ба́тєве — пункт пропуску через державний кордон України на кордоні з Угорщиною.
Розташований у Закарпатській області, Берегівський район, у селищі Батьово, до якого прямують автошлях Т 0707 та Т 0715.
Вид пункту пропуску — залізничний. Статус пункту пропуску — міжнародний.
Характер перевезень — вантажний.
Окрім радіологічного, митного та прикордонного контролю, пункт пропуску «Батєве» може здійснювати санітарний, фітосанітарний, ветеринарний та екологічний контроль.
Пункт пропуску «Батєве» входить до складу митного посту «Чоп—залізничний» Чопської митниці.